# Tour de Suisse 2009
Tour de Suisse 2009 var den 73. udgave af cykelløbet af Tour de Suisse og blev arrangeret fra 13. til 21. juni 2009. Løbet startede med en kort enkeltstart i Liechtenstein og blev afsluttet med en enkeltstart i Bern.
Udover ProTour-holdene blev Cervélo TestTeam og Vorarlberg-Corratec også inviteret.
Etapesejrene blev fordelt mellem Team Saxo Bank (3) og Columbia-Highroad (6). Schweizeren Fabian Cancellara vandt samlet, efter at have vundet begge enkeltstarter.

## Etaper

### Lørdag 13. juni – 1. etape:Mauren–Ruggell, 7,8 km (enkeltstart)
|   | Rytter            | Hold              | Tid  |
| - | ----------------- | ----------------- | ---- |
| 1 | Fabian Cancellara | Team Saxo Bank    | 9.21 |
| 2 | Roman Kreuziger   | Liquigas          | + 19 |
| 3 | Andreas Klöden    | Astana            | + 22 |
| 4 | George Hincapie   | Columbia-Highroad | + 24 |
| 5 | Tony Martin       | Columbia-Highroad | + 31 |

|   | Rytter            | Hold              | Tid  |
| - | ----------------- | ----------------- | ---- |
| 1 | Fabian Cancellara | Team Saxo Bank    | 9.21 |
| 2 | Roman Kreuziger   | Liquigas          | + 19 |
| 3 | Andreas Klöden    | Astana            | + 22 |
| 4 | George Hincapie   | Columbia-Highroad | + 24 |
| 5 | Tony Martin       | Columbia-Highroad | + 31 |

### Søndag 14. juni – 2. etape:Davos– Davos, 150 km
|   | Rytter             | Hold              | Tid     |
| - | ------------------ | ----------------- | ------- |
| 1 | Bernhard Eisel     | Columbia-Highroad | 3:36.54 |
| 2 | Gerald Ciolek      | Team Milram       | + 0     |
| 3 | Óscar Freire       | Rabobank          | + 0     |
| 4 | Francesco Gavazzi  | Lampre-N.G.C.     | + 0     |
| 5 | José Joaquín Rojas | Caisse d'Epargne  | + 0     |

|   | Rytter            | Hold              | Tid     |
| - | ----------------- | ----------------- | ------- |
| 1 | Fabian Cancellara | Team Saxo Bank    | 3:46.12 |
| 2 | Roman Kreuziger   | Liquigas          | + 22    |
| 3 | Andreas Klöden    | Astana            | + 25    |
| 4 | George Hincapie   | Columbia-Highroad | + 27    |
| 5 | Tony Martin       | Columbia-Highroad | + 34    |

### Mandag 15. juni – 3. etape: Davos –Lumino, 195 km
|   | Rytter             | Hold              | Tid     |
| - | ------------------ | ----------------- | ------- |
| 1 | Mark Cavendish     | Columbia-Highroad | 4:39.27 |
| 2 | Óscar Freire       | Rabobank          | + 0     |
| 3 | Thor Hushovd       | Cervélo TestTeam  | + 0     |
| 4 | Francesco Gavazzi  | Lampre-N.G.C.     | + 0     |
| 5 | José Joaquín Rojas | Caisse d'Epargne  | + 0     |

|   | Rytter            | Hold              | Tid     |
| - | ----------------- | ----------------- | ------- |
| 1 | Fabian Cancellara | Team Saxo Bank    | 8:25.39 |
| 2 | Roman Kreuziger   | Liquigas          | + 22    |
| 3 | Andreas Klöden    | Astana            | + 25    |
| 4 | George Hincapie   | Columbia-Highroad | + 27    |
| 5 | Tony Martin       | Columbia-Highroad | + 34    |

### Tirsdag 16. juni – 4. etape:Biasca–Stäfa, 197 km
|   | Rytter           | Hold             | Tid     |
| - | ---------------- | ---------------- | ------- |
| 1 | Matti Breschel   | Team Saxo Bank   | 5:01.34 |
| 2 | Maksim Iglinskij | Astana           | + 0     |
| 3 | Tadej Valjavec   | AG2R La Mondiale | + 0     |
| 4 | Peter Velits     | Team Milram      | + 0     |
| 5 | Oliver Zaugg     | Liquigas         | + 0     |

|   | Rytter           | Hold             | Tid      |
| - | ---------------- | ---------------- | -------- |
| 1 | Tadej Valjavec   | AG2R La Mondiale | 13:27.57 |
| 2 | Andy Schleck     | Team Saxo Bank   | + 2      |
| 3 | Peter Velits     | Team Milram      | + 11     |
| 4 | Thomas Rohregger | Team Milram      | + 13     |
| 5 | Oliver Zaugg     | Liquigas         | + 14     |

### Onsdag 17. juni – 5. etape: Stäfa –Serfaus, 202 km
|   | Rytter            | Hold              | Tid     |
| - | ----------------- | ----------------- | ------- |
| 1 | Michael Albasini  | Columbia-Highroad | 5:24.04 |
| 2 | Fabian Cancellara | Team Saxo Bank    | + 0     |
| 3 | Damiano Cunego    | Lampre-N.G.C.     | + 0     |
| 4 | Oliver Zaugg      | Liquigas          | + 0     |
| 5 | Vladimir Karpets  | Team Katusha      | + 0     |

|   | Rytter            | Hold             | Tid      |
| - | ----------------- | ---------------- | -------- |
| 1 | Tadej Valjavec    | AG2R La Mondiale | 18:52.01 |
| 2 | Oliver Zaugg      | Liquigas         | + 14     |
| 3 | Fabian Cancellara | Team Saxo Bank   | + 14     |
| 4 | Roman Kreuziger   | Liquigas         | + 42     |
| 5 | Andreas Klöden    | Astana           | + 45     |

### Torsdag 18. juni – 6. etape:Oberriet–Bad Zurzach, 178 km
|   | Rytter            | Hold              | Tid     |
| - | ----------------- | ----------------- | ------- |
| 1 | Mark Cavendish    | Columbia-Highroad | 4:18.26 |
| 2 | Óscar Freire      | Rabobank          | + 0     |
| 3 | Francesco Gavazzi | Lampre-N.G.C.     | + 0     |
| 4 | Thor Hushovd      | Cervélo TestTeam  | + 0     |
| 5 | Jürgen Roelandts  | Silence-Lotto     | + 0     |

|   | Rytter            | Hold             | Tid      |
| - | ----------------- | ---------------- | -------- |
| 1 | Tadej Valjavec    | AG2R La Mondiale | 23:10.27 |
| 2 | Fabian Cancellara | Team Saxo Bank   | + 9      |
| 3 | Oliver Zaugg      | Liquigas         | + 14     |
| 4 | Roman Kreuziger   | Liquigas         | + 42     |
| 5 | Andreas Klöden    | Astana           | + 45     |

### Fredag 19. juni – 7. etape: Bad Zurzach –Vallorbe Juraparc, 204 km
|   | Rytter          | Hold              | Tid     |
| - | --------------- | ----------------- | ------- |
| 1 | Kim Kirchen     | Columbia-Highroad | 4:56.41 |
| 2 | Roman Kreuziger | Liquigas          | + 2     |
| 3 | Peter Velits    | Team Milram       | + 7     |
| 4 | Oliver Zaugg    | Liquigas          | + 7     |
| 5 | Eros Capecchi   | Fuji-Servetto     | + 7     |

|   | Rytter            | Hold             | Tid      |
| - | ----------------- | ---------------- | -------- |
| 1 | Tadej Valjavec    | AG2R La Mondiale | 28:07.00 |
| 2 | Fabian Cancellara | Team Saxo Bank   | + 9      |
| 3 | Oliver Zaugg      | Liquigas         | + 14     |
| 4 | Roman Kreuziger   | Liquigas         | + 31     |
| 5 | Andreas Klöden    | Astana           | + 45     |

### Lørdag 20. juni – 8. etape:Le Sentier–Crans-Montana, 182 km
|   | Rytter            | Hold              | Tid     |
| - | ----------------- | ----------------- | ------- |
| 1 | Tony Martin       | Columbia-Highroad | 4:12.31 |
| 2 | Damiano Cunego    | Lampre-N.G.C.     | + 0     |
| 3 | Fabian Cancellara | Team Saxo Bank    | + 2     |
| 4 | Tadej Valjavec    | AG2R La Mondiale  | + 2     |
| 5 | Kim Kirchen       | Columbia-Highroad | + 2     |

|   | Rytter            | Hold              | Tid      |
| - | ----------------- | ----------------- | -------- |
| 1 | Tadej Valjavec    | AG2R La Mondiale  | 32:19.48 |
| 2 | Fabian Cancellara | Team Saxo Bank    | + 4      |
| 3 | Roman Kreuziger   | Liquigas          | + 28     |
| 4 | Tony Martin       | Columbia-Highroad | + 39     |
| 5 | Andreas Klöden    | Astana            | + 45     |

### Søndag 21. juni – 9. etape:Bern, 39 km (enkeltstart)
|   | Rytter            | Hold              | Tid    |
| - | ----------------- | ----------------- | ------ |
| 1 | Fabian Cancellara | Team Saxo Bank    | 45:49  |
| 2 | Tony Martin       | Columbia-Highroad | + 1.27 |
| 3 | Thomas Dekker     | Silence-Lotto     | + 1.42 |
| 4 | Marcus Burghardt  | Columbia-Highroad | + 1.43 |
| 5 | Sylvain Chavanel  | Quick Step        | + 1.48 |

|   | Rytter            | Hold              | Tid      |
| - | ----------------- | ----------------- | -------- |
| 1 | Fabian Cancellara | Team Saxo Bank    | 33:05.51 |
| 2 | Tony Martin       | Columbia-Highroad | + 2.02   |
| 3 | Roman Kreuziger   | Liquigas          | + 2.24   |
| 4 | Andreas Klöden    | Astana            | + 2.50   |
| 5 | Vladimir Karpets  | Team Katusha      | + 3.18   |

## Resultater

### Sammenlagt
|    | Rytter            | Hold              | Tid      |
| -- | ----------------- | ----------------- | -------- |
| 1  | Fabian Cancellara | Team Saxo Bank    | 33.05.51 |
| 2  | Tony Martin       | Columbia-Highroad | + 2.02   |
| 3  | Roman Kreuziger   | Liquigas          | + 2.24   |
| 4  | Andreas Klöden    | Astana            | + 2.50   |
| 5  | Vladimir Karpets  | Team Katusha      | + 3.18   |
| 6  | Damiano Cunego    | Lampre-N.G.C.     | + 3.23   |
| 7  | Tadej Valjavec    | AG2R La Mondiale  | + 3.45   |
| 8  | Rein Taaramäe     | Cofidis           | + 4.04   |
| 9  | Kim Kirchen       | Columbia-Highroad | + 4.04   |
| 10 | Maxime Monfort    | Columbia-Highroad | + 4.08   |

### Pointkonkurrencen
|   | Rytter            | Hold              | Point |
| - | ----------------- | ----------------- | ----- |
| 1 | Fabian Cancellara | Team Saxo Bank    | 70    |
| 2 | Mark Cavendish    | Columbia-Highroad | 50    |
| 3 | Roman Kreuziger   | Liquigas          | 50    |

### Bjergkonkurrencen
|   | Rytter            | Hold                | Point |
| - | ----------------- | ------------------- | ----- |
| 1 | Tony Martin       | Columbia-Highroad   | 62    |
| 2 | Maksim Iglinskij  | Astana              | 26    |
| 3 | Silvère Ackermann | Vorarlberg-Corratec | 21    |

### Sprintkonkurrencen
|   | Rytter            | Hold           | Point |
| - | ----------------- | -------------- | ----- |
| 1 | Enrico Gasparotto | Lampre-N.G.C.  | 21    |
| 2 | Fabian Cancellara | Team Saxo Bank | 16    |
| 3 | Andy Schleck      | Team Saxo Bank | 12    |

### Holdkonkurrencen
|   | Hold              | Tid      |
| - | ----------------- | -------- |
| 1 | Team Saxo Bank    | 99:23.58 |
| 2 | Columbia-Highroad | + 2.03   |
| 3 | Liquigas          | + 11.03  |